# Planet der Affen (Franchise)
Planet der Affen ist ein US-amerikanisches Science-Fiction-Medien-Franchise. Das Franchise basiert auf dem Roman Der Planet der Affen des französischen Autors Pierre Boulle. Die erste Verfilmung von 1968 war ein kommerzieller Hit und zog zahlreiche Filme und Fernsehserien nach sich.
Die Originalfilmreihe besteht aus 5 Filmen, einer Realserie und einer Zeichentrickserie. 2001 folgte das Remake von Tim Burton, welches aufgrund finanziellen Misserfolgs keine Fortsetzung bekam. Im Jahr 2011 startete dann ein Reboot in den Kinos; er sowie seine drei Nachfolger wurden von Kritikern und Fans gelobt.

## Filme
| Nr. | Veröffentlichung (Deutschland) | Film                                               | Regie                 | Drehbuch                                             | Geschichte                                           | Kontinuität   |
| --- | ------------------------------ | -------------------------------------------------- | --------------------- | ---------------------------------------------------- | ---------------------------------------------------- | ------------- |
|     |                                |                                                    |                       |                                                      |                                                      |               |
| 01  | 3. Mai 1968                    | Planet der Affen                                   | Franklin J. Schaffner | Michael Wilson, Rod Serling                          | John T. Kelley                                       | Originalreihe |
| 02  | 1. Mai 1970                    | Rückkehr zum Planet der Affen                      | Ted Post              | Paul Dehn                                            | Paul Dehn, Mort Abrahams                             | Originalreihe |
| 03  | 12. Aug. 1971                  | Flucht vom Planet der Affen                        | Don Taylor            | Paul Dehn                                            | Paul Dehn                                            | Originalreihe |
| 04  | 10. Aug. 1972                  | Eroberung vom Planet der Affen                     | J. Lee Thompson       | Paul Dehn                                            | Paul Dehn                                            | Originalreihe |
| 05  | 10. Aug. 1973                  | Die Schlacht um den Planet der Affen               | J. Lee Thompson       | John William Corrington, Joyce Hooper Corrington     | Paul Dehn                                            | Originalreihe |
|     |                                |                                                    |                       |                                                      |                                                      |               |
| 06  | 30. Aug. 2001                  | Planet der Affen                                   | Tim Burton            | William Broyles Jr., Lawrence Konner, Mark Rosenthal | William Broyles Jr., Lawrence Konner, Mark Rosenthal | Remake        |
|     |                                |                                                    |                       |                                                      |                                                      |               |
| 07  | 11. Aug. 2011                  | Planet der Affen: Prevolution                      | Rupert Wyatt          | Rick Jaffa und Amanda Silver                         | Rick Jaffa und Amanda Silver                         | Reboot-Reihe  |
| 08  | 7. Aug. 2014                   | Planet der Affen: Revolution                       | Matt Reeves           | Mark Bomback, Rick Jaffa, Amanda Silver              | Rick Jaffa, Amanda Silver                            | Reboot-Reihe  |
| 09  | 3. Aug. 2017                   | Planet der Affen: Survival                         | Matt Reeves           | Mark Bomback, Matt Reeves                            | Mark Bomback, Matt Reeves                            | Reboot-Reihe  |
| 10  | 8. Mai 2024                    | Planet der Affen: New Kingdom                      | Wes Ball              | Josh Friedman                                        | Josh Friedman                                        | Reboot-Reihe  |
| 11  | 2027                           | Kingdom of the Planet of the Apes 2 (Arbeitstitel) | Wes Ball              | –                                                    | –                                                    | Reboot-Reihe  |
| 12  | TBA                            | Kingdom of the Planet of the Apes 3 (Arbeitstitel) | Wes Ball              | –                                                    | –                                                    | Reboot-Reihe  |

## Fernsehserien
| Serie                            | Staffeln | Episoden | Premiere (Deutschland) | Finale (Deutschland) |
| -------------------------------- | -------- | -------- | ---------------------- | -------------------- |
| Planet der Affen                 | 1        | 14       | 1. März 1989           | 31. Mai 1989         |
| Return to the Planet of the Apes | 1        | 13       | 6. September 1975      | 29. November 1975    |

## Wiederkehrende Charaktere
| Rolle         | Film             | Film                          | Film                        | Film                           | Film                                 | Film              | Film                          | Film                         | Film                       | Synchronisation                                     |
| Rolle         | Planet der Affen | Rückkehr zum Planet der Affen | Flucht vom Planet der Affen | Eroberung vom Planet der Affen | Die Schlacht um den Planet der Affen | Planet der Affen  | Planet der Affen: Prevolution | Planet der Affen: Revolution | Planet der Affen: Survival | Synchronisation                                     |
| Affen         | Affen            | Affen                         | Affen                       | Affen                          | Affen                                | Affen             | Affen                         | Affen                        | Affen                      | Affen                                               |
| ------------- | ---------------- | ----------------------------- | --------------------------- | ------------------------------ | ------------------------------------ | ----------------- | ----------------------------- | ---------------------------- | -------------------------- | --------------------------------------------------- |
| Dr. Cornelius | Roddy McDowall   | David Watson                  | Roddy McDowall              | Archiv                         | Archiv                               |                   |                               |                              |                            | Claus Jurichs Andreas Mannkopff 1                   |
| Dr. Zira      | Kim Hunter       | Kim Hunter                    | Kim Hunter                  |                                | Archiv                               |                   |                               |                              |                            | Renate Danz                                         |
| Prof. Zaius   | Maurice Evans    | Maurice Evans                 |                             |                                |                                      | Charlton Heston A |                               |                              |                            | Fritz Tillmann 4 Konrad Wagner 5                    |
| Caesar        |                  |                               | Walker Edmiston S           | Roddy McDowall                 | Roddy McDowall                       |                   | Andy Serkis                   | Andy Serkis                  | Andy Serkis                | Andreas Mannkopff Norbert Langer 2 Tobias Meister 3 |
| Lisa          |                  |                               |                             | Natalie Trundy                 | Natalie Trundy                       |                   |                               |                              |                            | Renate Danz                                         |
| Cornelius II  |                  |                               |                             |                                | Bobby Porter                         |                   |                               | Säugling A                   | Devyn Dalton               | Stumm                                               |
| Rocket        |                  |                               |                             |                                |                                      |                   | Terry Notary                  | Terry Notary                 | Terry Notary               | Stumm                                               |
| Maurice       |                  |                               |                             |                                |                                      |                   | Karin Konoval                 | Karin Konoval                | Karin Konoval              | Sabina Trooger                                      |
| Cornelia      |                  |                               |                             |                                |                                      |                   | Devyn Dalton                  | Judy Greer                   | Judy Greer                 | Stumm                                               |
| Koba          |                  |                               |                             |                                |                                      |                   | Christopher Gordon            | Toby Kebbell                 | Toby Kebbell               | Daniel Fehlow                                       |
| Blue Eyes     |                  |                               |                             |                                |                                      |                   |                               | Nick Thurston                | Max Lloyd-Jones            | Nicola Devico Mamone                                |
| Menschen      |                  |                               |                             |                                |                                      |                   |                               |                              |                            |                                                     |
| George Taylor | Charlton Heston  | Charlton Heston               | Archiv                      |                                |                                      |                   |                               |                              |                            | Wolfgang Kieling 4 Wilhelm Borchert 5               |
| Nova          | Linda Harrison   | Linda Harrison                |                             |                                |                                      |                   |                               |                              | Amiah Miller               | Stumm                                               |
| John Landon   | Robert Gunner    |                               | Archiv                      |                                |                                      |                   | Brian Cox                     |                              |                            | Rolf Schult Roland Hemmo                            |
| Armando       |                  |                               | Ricardo Montalbán           | Ricardo Montalbán              |                                      |                   |                               |                              |                            | Peer Schmidt 4 Gerd Martienzen 5                    |
| MacDonald     |                  |                               |                             | Hari Rhodes                    |                                      |                   |                               | Jason Clarke                 |                            | Christian Brückner Tobias Kluckert                  |
| Kolp          |                  |                               |                             | Severn Darden                  | Severn Darden                        |                   |                               |                              |                            | Hartmut Neugebauer 4 Heinz Theo Branding 5          |

## Rezeption

### Einspielergebnisse
Die neue Filmtrilogie ist mit einem Einspielergebnis von über 1,68 Milliarden US-Dollar eine der erfolgreichsten Filmreihen weltweit. Alle Angaben zu Einnahmen und Kosten sind in US-Dollar.
| Film                                 | Einspielergebnisse | Einspielergebnisse | Einspielergebnisse | Budget          | Quellen |
| Film                                 | Nordamerika        | Deutschland        | Weltweit           | Budget          | Quellen |
| ------------------------------------ | ------------------ | ------------------ | ------------------ | --------------- | ------- |
| Planet der Affen                     | 32.589.624         | N/A                | N/A                | 5,8 Millionen   | [ 4 ]   |
| Rückkehr zum Planet der Affen        | 18.999.718         | N/A                | N/A                | 3 Millionen     | [ 5 ]   |
| Flucht vom Planet der Affen          | 12.348.905         | N/A                | N/A                | 2,5 Millionen   | [ 6 ]   |
| Eroberung vom Planet der Affen       | 9.043.472          | N/A                | N/A                | 1,7 Millionen   | [ 7 ]   |
| Die Schlacht um den Planet der Affen | 8.844.595          | N/A                | N/A                | 1,8 Millionen   | [ 8 ]   |
| Remake:                              | 81.826.314         |                    |                    | 14,8 Millionen  |         |
| Planet der Affen                     | 180.011.740        | 12.630.919         | 362.211.740        | 100 Millionen   | [ 9 ]   |
|                                      |                    |                    |                    |                 |         |
| Planet der Affen: Prevolution        | 176.760.185        | 10.775.296         | 481.800.873        | 93 Millionen    | [ 10 ]  |
| Planet der Affen: Revolution         | 208.545.589        | 18.107.922         | 710.644.566        | 170 Millionen   | [ 11 ]  |
| Planet der Affen: Survival           | 146.880.162        | 10.156.360         | 490.719.763        | 150 Millionen   | [ 12 ]  |
| Planet der Affen: New Kingdom        | 100.689.790        | 3.794.928          | 237.564.569        | 160 Millionen   | [ 13 ]  |
| Reboot-Reihe:                        | 632.875.726        | 42.834.506         | 1.920.729.771      | 573 Millionen   |         |
| Gesamt (Stand: 21. Mai 2024):        | 894.713.780        | >55.465.425        | >2.364.767.825     | 687,8 Millionen | [ 14 ]  |

### Kritiken
Der erste und dritte Film der Originalreihe wurden von Kritikern und Fans überwiegend positiv, die übrigen Filme gemischt aufgenommen, ebenso wie der Einteiler. Die neue Reihe wurde bisher am besten von Fans und Kritikern bewertet (Stand: 21. Mai 2024).
| Film                                 | Rotten Tomatoes     | Metacritic       | IMDb                      |
| ------------------------------------ | ------------------- | ---------------- | ------------------------- |
| Planet der Affen                     | 86 % (95 Kritiken)0 | 79 (14 Kritiken) | 8,0 (199.601 Bewertungen) |
| Rückkehr zum Planet der Affen        | 37 % (30 Kritiken)0 | 46 (9 Kritiken)0 | 6,0 (54.080 Bewertungen)  |
| Flucht vom Planet der Affen          | 76 % (29 Kritiken)0 | 69 (9 Kritiken)0 | 6,3 (41.485 Bewertungen)  |
| Eroberung vom Planet der Affen       | 52 % (23 Kritiken)0 | 49 (6 Kritiken)0 | 6,1 (37.842 Bewertungen)  |
| Die Schlacht um den Planet der Affen | 36 % (28 Kritiken)0 | 40 (5 Kritiken)0 | 5,4 (35.432 Bewertungen)  |
| Planet der Affen                     | 43 % (201 Kritiken) | 50 (34 Kritiken) | 5,7 (234.336 Bewertungen) |
| Planet der Affen: Prevolution        | 82 % (274 Kritiken) | 68 (39 Kritiken) | 7,6 (580.045 Bewertungen) |
| Planet der Affen: Revolution         | 91 % (319 Kritiken) | 79 (48 Kritiken) | 7,6 (488.068 Bewertungen) |
| Planet der Affen: Survival           | 94 % (364 Kritiken) | 82 (50 Kritiken) | 7,4 (303.687 Bewertungen) |
| Planet der Affen: New Kingdom        | 81 % (277 Kritiken) | 66 (57 Kritiken) | 7,0 (99.689 Bewertungen)  |

### Auszeichnungen (Auswahl)
Die Planet-der-Affen-Filme wurden bisher 6 mal für einen Oscar nominiert und konnten einen gewinnen.

#### Oscarnominierungen und -auszeichnungen
- 1969: Auszeichnung des Ehrenoscars für John Chambers in Planet der Affen (1968)
- 1969: Nominierung in der Kategorie bestes Kostümdesign für Morton Haack in Planet der Affen (1968)
- 1969: Nominierung in der Kategorie beste Filmmusik für Jerry Goldsmith in Planet der Affen (1968)
- 2012: Nominierung in der Kategorie beste visuelle Effekte für Planet der Affen: Prevolution
- 2015: Nominierung in der Kategorie beste visuelle Effekte für Planet der Affen: Revolution
- 2018: Nominierung in der Kategorie beste visuelle Effekte für Planet der Affen: Survival

## Andere Medien

### Videospiele
- Planet der Affen ist die Videospieladaption des 2001 erschienenen Films
- Planet der Affen: Survival wurde 2018 als Planet of the Apes: Last Frontier adaptiert

## Dokumentation
- "Planet der Affen", Meilenstein der Science-Fiction. Regie: Antoine Coursat, ARTE, Frankreich, 53 Minuten, 2023